# 受管制藥物與物質法令
《受管制藥物與物質法令》（英語：Controlled Drugs and Substances Act）是加拿大的联邦药物管制法令，于1996年在首相让·克雷蒂安组成的政府通过。该法令废除了《毒品管制法令》以及《食物及藥物法令》的第二部分，并建立了管制药物的八种不同的调度方式，以及两种不同的前导药品的分类方式。

## 管制药物列表
管制药物参见列表：
表I
1. 罂粟（Papaver somniferum）的合成（方法）、衍生物、生物碱及其盐类。
2. 古柯（Erythroxylum）的合成（方法）、衍生物、生物碱及其盐类。
3. 苯基哌啶（英语：Phenylpiperidine）类化合物、其中间体、盐类、衍生物；类似物及其中间体、衍生物或类似物的盐类。
4. 非那西平类化合物及其盐类、衍生物、衍生物的盐类。
5. 美沙酮类化合物、中间体、盐类、衍生物及中间体或衍生物的盐类。

等26个大项。
表II
1. 2018年已废除（c. 16, s. 204）
2. 合成大麻素受体1型激动剂等。
  1. 具有2-环己基苯酚结构的物质，苯环1-位为羟基、醚键或酯基，且5-位被取代，环己烷环3'-位被烷基、羰基、羟基、烃氧基或酯基取代。
  2. 具有3-(1-萘甲酰基)吲哚结构的物质，氮被烃基取代。
  3. 具有3-(1-萘甲酰基)吡咯结构的物质，氮被烃基取代。
  4. 具有3-苯乙酰吲哚结构的物质，氮被烃基取代。
  5. 具有3-苯甲酰基吲哚结构的物质，氮被烃基取代。
  6. 具有3-甲酮(环丙基)吲哚结构的物质，氮被烃基取代。
  7. 具有喹啉-8-基-1H-吲哚-3-甲酸结构的物质，氮被烃基取代。
  8. 具有3-甲酰胺吲唑结构的物质，氮被烃基取代。
  9. 具有3-甲酰胺吲哚结构的物质，氮被烃基取代。

表III
1. 2012年已废除（c. 1, s. 45）
2. 哌甲酯的盐类、衍生物、同分异构体、类似物及衍生物、同分异构体、类似物的盐类
3. 安眠酮及其盐类
4. 甲氯喹酮及其盐类
5. LSD及其盐类

等35个大项
表IV
1. 巴比妥类药物的盐类及衍生物
2. 硫代巴比妥类药物的盐类及衍生物
3. 4-氯-α,α-二甲基苯乙胺（英语：Chlorphentermine）及其盐类
4. 安非拉酮及其盐类
5. 苯二甲吗啉（英语：Phendimetrazine）及其盐类

等27个大项
表V
1. 1996, c. 19, Sch. VSOR/2002-361, s. 1SOR/2003-32, s. 72017, c. 7, s. 50

表VI
含三部分，包含乙酸酐、红磷、白磷、丙酮、乙醚、盐酸等。
表VII
1. 2018年已废除（c. 16, s. 205）

表VIII
1. 2018年已废除（c. 16, s. 205）

表IX
1. 通过压实方法生产粘连的固体片剂的设备
2. 填充胶囊的设备